# Gare de Bayon
Gare de Bayon – stacja kolejowa w miejscowości Bayon, w departamencie Meurthe i Mozela, w regionie Grand Est, we Francji. Jest zarządzana przez SNCF i obsługiwana przez pociągi TER Grand Est.

## Położenie
Znajduje się na linii Blainville – Damelevières – Lure, na km 14,994 między stacjami Einvaux i Charmes, na wysokości 267 m n.p.m.

## Linie kolejowe
- Linia Blainville – Damelevières – Lure
- Linia Bayon – Neuves-Maisons